# رونالد بيترسون
رونالد بيترسون (بالسويدية: Ronald Pettersson)‏ (16 أبريل 1935 السويد - 6 مارس 2010 غوتنبرغ السويد) هو لاعب كرة قدم سويدي، شارك في الألعاب الأولمبية الشتوية 1964.

## وصلات خارجية
رونالد بيترسون على موقع EliteProspects.com (الإنجليزية)
- رونالد بيترسون على موقع Eurohockey.com (الإنجليزية)
- رونالد بيترسون على موقع أوليمبيديا (الإنجليزية)
- رونالد بيترسون على موقع اللجنة الأولمبية السويدية (السويدية)